# END OF THE GATE
『END OF THE GATE』（エンドオブザゲート）は、能登有沙の2枚目のミニアルバム。2010年7月25日にHAPPY! STYLEから発売された。

## リリース
ワンダーフェスティバル2010（夏）にて販売開始。

## 収録内容
| #  | タイトル                                                   | 作詞           | 作曲         | 編曲         |
| -- | ---------------------------------------------------------- | -------------- | ------------ | ------------ |
| 1. | 「OK!ゲッチュ!僕の私の模型ライフ」                         | 能登有沙       | とものかつみ | とものかつみ |
| 2. | 「トマトのうた」                                           | 能登有沙       | 能登有沙     | とものかつみ |
| 3. | 「I-MO-TA-RE☆」                                            | 能登有沙       | 能登有沙     | とものかつみ |
| 4. | 「揺れないハート 〜夢色 モ美ィのセレナーデ〜」             | カンユーくずれ | とものかつみ | とものかつみ |
| 5. | 「OK!ゲッチュ!僕の私の模型ライフ (off vocal)」             | 能登有沙       | とものかつみ | とものかつみ |
| 6. | 「トマトのうた (off vocal)」                               | 能登有沙       | 能登有沙     | とものかつみ |
| 7. | 「I-MO-TA-RE☆ (off vocal)」                                | 能登有沙       | 能登有沙     | とものかつみ |
| 8. | 「揺れないハート 〜夢色 モ美ィのセレナーデ〜 (off vocal)」 | カンユーくずれ | とものかつみ | とものかつみ |

## ゲスト
1曲目「OK!ゲッチュ!僕の私の模型ライフ」に、野本憲一とたかみゆきひさがコーラスとして参加している。